# Olivier Latry
Olivier Latry (født 22. februar 1962) er en fransk organist. Efter sin opvækst i det nordligste Frankrig, hvor han også påbegyndte sine musikstudier, blev han optaget ved Conservatoire National Région de Saint-Maur des Fossés, hvor han studerede orgel hos Gaston Litaize.
Fra 1981-1985 var Olivier Latry organist ved katedralen i Meaux og i en alder af 23 vandt han en konkurrence, som sikrede ham det eftertragtede embede som en af tre organister ved Cathédrale Notre Dame i Paris.[kilde mangler]
Olivier Latry blev i 2000 tildelt ’Prix de la Fondation Cino et Simone Del Duca’ for sine orgelstudier og performances. I 2006 modtog han stipendiet ’Honoris Causa’ fra North and Midlands School of Music, og i 2007 en pris fra Royal College of Organists og fra McGill University i Montreal i 2010. I 2009 blev han udnævnt til ‘International Performer of the Year’ af American Guild of Organists i New York, og i 2013 blev han indsat som adjungeret professor ved Syddansk Musikkonservatorium og Skuespillerskole.